# Vinho da Borgonha
Borgonha (francês: Bourgogne) é um vinho produzido na região francesa do mesmo nome. São utilizadas apenas uvas Pinot Noir e Gamay no processo de fabricação dos vinhos tintos, salvo alguma poucas exceções. É um vinho de corpo intenso cujos bons exemplares demandam anos de guarda.
Nos vinhos brancos são utilizadas as uvas Aligoté e Chardonnay, produzindo vinhos untosos, de boa acidez, e ótimo corpo.